# Gyptis hians
Gyptis hians är en ringmaskart som beskrevs av Fauchald och Hancock 1981. Gyptis hians ingår i släktet Gyptis, och familjen Hesionidae. Inga underarter finns listade i Catalogue of Life.